# Liste der Biografien/Milh
Liste der Biografien |
Portal Biografien |
Personensuche
# |
A |
B |
C |
D |
E |
F |
G |
H |
I |
J |
K |
L |
M |
N |
O |
P |
Q |
R |
S |
T |
U |
V |
W |
X |
Y |
Z |
?
 
Ma |
Mb |
Mc |
Md |
Me |
Mf |
Mg |
Mh |
Mi |
Mj |
Mk |
Ml |
Mm |
Mn |
Mo |
Mp |
Mq |
Mr |
Ms |
Mt |
Mu |
Mv |
Mw |
Mx |
My |
Mz
 
Mia |
Mib |
Mic |
Mid |
Mie |
Mif |
Mig |
Mih–Mik |
Mil |
Mim |
Min |
Mio |
Mip |
Miq |
Mir |
Mis |
Mit |
Miu |
Miv |
Miw |
Mix |
Miy |
Miz
 
Mila |
Milb |
Milc |
Mild |
Mile |
Milf |
Milg |
Milh |
Mili |
Milj |
Milk |
Mill |
Milm |
Miln |
Milo |
Milq |
Milr |
Mils |
Milt |
Milu |
Milv |
Milw |
Mily |
Milz
Die Liste der Biografien führt alle Personen auf, die in der deutschsprachigen Wikipedia einen Artikel haben. Dieses ist eine Teilliste mit 14 Einträgen von Personen, deren Namen mit den Buchstaben „Milh“ beginnt.

## Milh

### Milha
- Milhahn, Katrin (* 1975), deutsche Drehbuchautorin
- Milhais, Aníbal (1885–1970), portugiesischer Kriegsheld und Träger des Turm- und Schwertordens
- Milhau, Roger (* 1955), französischer Mittelstreckenläufer
- Milhaud, André, französischer Autorennfahrer
- Milhaud, Darius (1892–1974), französischer KomponistDarius Milhaud (1892–1974)

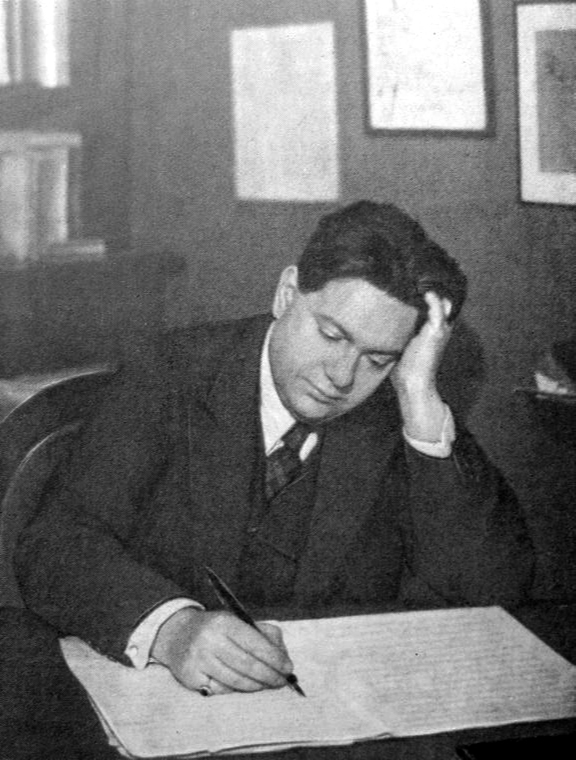
Darius Milhaud (1892–1974)

- Milhaud, Édouard Jean-Baptiste (1766–1833), französischer General
- Milhaud, Gaston (1858–1918), französischer Wissenschaftstheoretiker und Wissenschaftshistoriker
- Milhaud, Madeleine (1902–2008), französische Librettistin, Schauspielerin und Autorin
- Milhaven, John Giles (1927–2004), US-amerikanischer römisch-katholischer Theologe
- Milhazes, Beatriz (* 1960), brasilianische Malerin

### Milhe
- Milhench, Ann (* 1962), US-amerikanische Schauspielerin

### Milho
- Milholland, Inez (1886–1916), US-amerikanische Suffragette
- Milhon, Jude (1939–2003), US-amerikanische Hackerin und Autorin in der San Francisco Bay Area
- Milhoux, André (* 1928), belgischer Automobilrennfahrer